# Обединена левица (Испания)
Вижте пояснителната страница за други значения на Обединена левица.
Обединена левица (на испански: Izquierda Unida) е лява политическа коалиция в Испания.
Основана е през 1986 година от Комунистическата партия на Испания и няколко по-малки организации, които по това време се противопоставят на включването на страната в НАТО. Най-големия си успех коалицията постига на общите избори през 1996 година, когато получава 11% от гласовете. Към 2012 година освен Комунистическата партия на Испания в Обединена левица участват партиите Колектив за единство на работниците - Андалуски блок на левицата, Републиканска левица, Зелените - Зелена група и няколко регионални организации.
На общите избори през 2011 година Обединена левица получава 6,9% от гласовете и 11 места в Конгреса. На изборите през 2015 и 2016 година участва като част от различни коалиции и получава съответно 5 и 8 места в долната камара.